# Komyrtjärnen (Råneå socken, Norrbotten, 734737-175395)
Komyrtjärnen är en sjö i Bodens kommun i Norrbotten och ingår i Råneälvens huvudavrinningsområde.